# Afchin Khaydar ben Kawus
Pour les articles homonymes, voir Afchin.
Afchîn Khaydar ben Kawûs  connu surtout par son titre héréditaire d'Afchîn ( ? – mai/juin 841) est un général turc fils du prince d'Ochrûsana au service de leurs suzerains les califes abbassides.

## Les Afchîn d'Ochrûsana
Les Afchîn d'Ochrûsana apparaissent au moment de la conquête arabe. On trouve ce terme utilisé comme nom propre dans les chroniques des historiens arméniens de l'époque. Les connaissances récentes sur la famille Ochrûsana proviennent des historiens arabes, comme Tabarî, rapportant leur soumission à l'islam et à la dynastie abbasside. L'Ochrûsana correspond à la rive sud du Syr-Daria autour de Samarcande (en Ouzbékistan actuel) et de Khodjent (au Tadjikistan actuel). Ce n'est que sous le règne du calife Hârûn ar-Rachîd que, son frère de lait, le Barmécide Fadhl ben Yahyâ mène une expédition en Transoxiane et reçoit l'allégeance de l'Afchîn régnant (794),.
En 803 les Barmécides sont massacrés par Hârûn ar-Rachîd qui meurt en 809. Son fils aîné Al-Amîn lui succède. Al-Ma'mûn, nommé gouverneur du Khorasan par une lettre-testament de son père Hârûn ar-Rachîd, mène plusieurs campagnes vers la Transoxiane pendant le règne de son aîné Al-Amîn. 
En 813, Al-Ma'mûn devenu calife, préfère rester à Merv. Il continue ses campagnes en Transoxiane.

## Biographie d'Afchîn Khaydar ben Kawûs
L'Afchîn Kawûs, renie l'allégeance faite par son père lors de l'invasion par Fadhl ben Yahyâ ce qui provoque une rapide intervention d'Al-Ma'mûn et des dissensions dans la famille des Ochrûsana (819/820). L'Afchîn Khaydar fils de L'Afchîn Kawûs, doit s'exiler après avoir tué un opposant. Il se réfugie au Khorasan puis à la cour de Bagdad. Il se convertit à l'islam. Ainsi commence pour lui une période de faveur auprès du calife qui va durer deux décennies.
En 822, Al-Ma'mûn lance une expédition vers la Transoxiane, commandée par Ahmad ben Abî Khâled et guidée par Afchîn Khaydar. Ce dernier utilise des routes moins connues mais plus rapides. Afchîn Kawûs doit se soumettre et le frère de Khaydar, prétendant au trône s'enfuit vers les steppes. Afchîn Kawûs se rend à Bagdad où il fait allégeance au calife et se convertit à l'islam. Le calife le reconnaît comme souverain de sa province. Il meurt à une date inconnue et son fils, Afchîn Khaydar, prend sa succession.
Afchîn Khaydar devient le commandant en chef de la garde personnelle de Abû Ishâq Muhammad futur calife sous le nom d'Al-Mu`tasim et frère du calife Al-Ma'mûn.
En 827, Al-Ma'mûn envoie Muhammad ben Humayd Ta`î faire la guerre à Bâbak Khurramdîn. Après six mois de batailles féroces, Muhammad ben Humayd est tué.
En 829, Al-Ma'mûn envoie en Azerbaïdjan le gouverneur Tahiride du Khorasan `Abd Allah ben Tâhir pour y réprimer la révolte de Bâbak. Le calife donne à `Abd Allah ben Tâhir la province du Kouhistan. Bâbak ne peut pas résister. Il se replie dans les montagnes. `Abd Allah ben Tâhir ne poursuit pas ses succès car il est rappelé au Khorasan pour y maîtriser la révolte des Kharidjites.

### Gouverneur en Égypte (831)
En décembre 830 ou janvier 831, Abû Ishâq Muhammad (Al-Mu`tasim) est nommé gouverneur de l'Égypte. Afchîn Khaydar est nommé gouverneur de la région de Barqa avec pour mission de réprimer les rébellions des Coptes et celles des bédouins insoumis de la tribu des Banû Modlej installés autour d'Alexandrie et dans le delta du Nil. On attribue aussi à Afchîn Khaydar la création de la garde du dite du Maghreb pour Al-Mu`tasim avec les Arabes du delta du Nil est des déserts proches.
Au début de l'année 833, le calife Al-Ma'mûn désigne son frère Abû Ishâq comme héritier présomptif. Le 10 août 833, Al-Ma'mûn meurt au cours d'une campagne en Cilicie près de Tarse. L'empire s'est agrandi quelque peu. Les rébellions Hindoues dans le Sind ont été matées et la plus grande partie de l'Afghanistan a été absorbée après la reddition du roi de Kaboul. Les montagnes d'Iran sont mieux contrôlées par le pouvoir central.

### Campagnes contre Bâbak Khurramdîn (835-838)
Afchîn Khaydar monte encore dans la faveur du calife lorsqu'il est nommé par Al-Mu'tasim comme commandant en chef dans lutte contre Bâbak Khurramdîn. Les expéditions menées sous le califat d'Al-Ma'mûn en 828 et 829 ont été des échecs. Bâbak a soulevé les provinces d'Arran, d'Azerbaïdjan et le nord-ouest de la Perse avec pour centre la forteresse de Badhdh ou Badhdhayn (qui sont peut-être deux endroits différents) se situe dans les montagnes de l'Azerbaïdjan. D'après une mission archéologique de 1966, les ruines du château appelé actuellement Qala`he Bâbak seraient les restes de la forteresse de Bâbak. Cette rébellion commencée entre 795 (ou 798 selon les sources). Afchîn est nommé gouverneur du Jibâl pour y mener la guerre contre Bâbak. Il arrive dans la région en 835. Il fait reconstruire les forteresses entre Barjand and Ardabil que Bâbak a détruites. Bâbak est finalement fait prisonnier en août 837. Bâbek est exécuté le 4 janvier 838 à Samarra en présence du calife.
« On alla chercher Bâbak, et on l'amena au palais monté sur un éléphant, afin que le peuple pût le voir. Le calife lui fit ensuite couper les mains et les pieds par des chirurgiens, ouvrir le ventre et couper la gorge. Le corps mutilé fut pendu au gibet, dans Samarra, et la tête, après avoir été promenée dans toutes les villes de l'Irak, envoyée dans le Khorasan, où `Abd Allah ben Tâhir la fit exposer également dans toutes les villes; elle fut ensuite plantée sur un poteau, à Nichapur. Le frère de Bâbak, fut envoyé à Bagdad, où le gouverneur, le fit exécuter de la même manière. »
En 838, Afchîn est au sommet de sa carrière. Il mène une campagne en Anatolie aux côtés du calife. Ils pénètrent jusqu'à Amorium. Le calife remercie Afchîn par de riches cadeaux et par le gouvernorat de l'Arménie et de l'Azerbaïdjan.

### Le déclin
En 839, A fchîn se montre jaloux d'`Abd Allah ben Tâhir qu'il considère peut-être comme un rival pour la prise de pouvoir en Transoxiane. Durant la révolte de Maziar ben Qârin au Tabaristan contre la tentative d'intervention d'`Abd Allah ben Tâhir dans les provinces de la mer Caspienne, Afchîn aurait secrètement encouragé Maziar dans l'espoir de voir `Abd Allah ben Tâhir expulsé de son trône et lui, Afchîn, en hériter. La rébellion de Maziar est déboutée.
On l'accuse alors d'hostilité envers l'islam et de sympathie pour les pratiques et les croyances de l'ancien Iran. D'avoir un muezzin dans un mausolée en mosquée contrairement aux engagements entre les souverain des Sogdiane et le peuple qui doit rester libre de ses pratiques pacifiques et de ses croyances. Après un procès présidé par le cadi et le vizir, il est emprisonné à Samarra. Il meurt de faim en prison en mai/juin 841. Après son arrestation, on aurait retrouvé chez lui des idoles et les livres sacrés des mages.
Des sources arabes contemporaines continuent de voir Afchîn comme l'auteur d'actes de rébellion anti-arabe et de propagande favorable aux traditions iraniennes et impériales.